# Іньїго Уркулью
Іньїго Уркулью Рентерия (баск. Iñigo Urkullu Renteria нар. 18 вересня 1961 Баракальдо) — баскський політик. Глава уряду Країни Басків з 15 грудня 2012 року.

## Біографія
Народився 18 вересня 1961 року в Алонсотегі районі Баракальдо у сім'ї націоналістів. В молоді роки був активним учасником молодіжного крила Баскської націоналістичної партії (Еузко Газтеді Індарра та в період з 1980 по 1985 роки був головою регіональної ради партії.
Навчався на факультеті баскіської філології та семінарії Деріо. Пізніше закінчив університет в Деусто.
В молодості грав за футбольний клуб «Ларраменди». У 2007 році обраний лідером Баскської національної партії.

## Лідер уряду Країни Басків
Після виборів до Баскського парламенту у 2012 році його партія отримала більшість. Уркулью сформував більшість та свій уряд. Повторно партія виграла вибори у 2016 році і продовжила повноваження свого лідера. Вибори 2021 року Баскська національна партія виграла втретє та затвердила діючий кабінет міністрів.
Під час Конституційної кризи в Іспанії закликав прем'єр-міністра Іспанії Маріано Рахоя до діалогу з каталонцями та басками. Уркулью наголосив, що народи мають право самостійно обирати майбутнє.